# アイズ・セット・トゥ・キル
アイズ・セット・トゥ・キル（Eyes Set to Kill）は、ボーカルのアレクシアとベースのアニッサのロドリゲス姉妹を中心に結成されたアリゾナ出身の男女混合ポスト・ハードコア・メタルコア・バンドである。
アレクシアのクリーン・ヴォイスと男性ボーカルのデスヴォイスの掛け合いが特徴。

## 略歴
2004年、自主制作のEP『When Silence Is Broken The Night Is Torn』をリリースする。
2008年、アルバム『リーチ』をリリースする。このアルバムで一躍知名度を大きく広める。
2009年、アルバム『ザ・ワールド・アウトサイド』をリリースする。
2010年、ブランドンが脱退し、新たにシスコを迎えて制作した『ブロークン・フレームス』をリリースする。

## メンバー

### 現在のメンバー
- アレクシア・ロドリゲス (Alexia Rodriguez) – リード・ギター (2003年– )、キーボード、シンセサイザー、ピアノ (2003年–2010年、2011年– )、ボーカル (2007年– )、バック・ボーカル (2003年–2007年)[1]、リズム・ギター (2011年、2014年–2015年、2022年– )、ベース (2016年–2017年、2017年–2023年)
- アニッサ・ロドリゲス (Anissa Rodriguez) – ベース (2003年–2016年、2023年– )[1]
- ケイレブ・クリフトン (Caleb Clifton) – ドラム、パーカッション、サンプリング (2006年– )[1]

※アレクシアとアニッサは、実の姉妹である。

### 旧メンバー
- スペンサー・メリル (Spencer Merrill) - ボーカル (2003年)
- デヴィッド・フィップス (David Phipps) - ドラム (2003年)
- オースティン・ヴァンダーバー (Austin Vanderbur) - ボーカル (2003年–2005年)
- ザック・ハンセン (Zack Hansen) - ギター (2003年–2005年)
- ミラド・サデギ (Milad Sadegi) - ドラム (2003年–2005年)
- リンジー・ヴォクト (Lindsey Vogt) - ボーカル (2003年–2007年)
- コナー・ヴォクト (Connor Vogt) - ギター (2003年–2007年)
- ジョン・ムーディ (John Moody) - ギター (2005年–2007年)
- アレックス・トーレス (Alex Torres) - ギター(2006年–2007年)
- ブランドン・アンダーソン (Brandon Anderson) - ボーカル、キーボード (2005年–2010年)
- グレッグ・カーウィン (Greg Kerwin) - ギター (2007年–2011年)
- ジャスティン・デンソン (Justin Denson) - ボーカル、キーボード (2010年)
- シスコ・ミランダ (Cisko Miranda) - ボーカル、ギター (2011年–2014年)
- AJ・バーソロミュー (AJ Bartholomew) - ボーカル、ギター (2015年-2022年)、ベース (2016年-2017年、2017年–2022年)
- ティアデイ・ザヴィエル・ボール (Tiaday Xavier Ball) - ベース、バック・ボーカル (2017年)

## ディスコグラフィ

### スタジオ・アルバム
- 『リーチ』 - Reach (2008年)
- 『ザ・ワールド・アウトサイド』 - The World Outside (2009年)
- 『ブロークン・フレームス』 - Broken Frames (2010年)
- White Lotus (2011年)
- Masks (2013年)
- Eyes Set to Kill (2018年)[2]

### コンピレーション・アルバム
- 『ザ・ベスト・オブ ESTK』 - The Best Of ESTK (2011年)